# Natri dithionit
Natri đithionit (còn có tên natri hiđrosunfit) là một bột tinh thể màu trắng có mùi lưu huỳnh yếu. Nó là muối natri của axit đithionơ. Mặc dù bền ở nhiều điều kiện khác nhau, nó dễ bị phân hủy trong nước nóng và trong dung dịch axit. Nó có thể thu được từ natri bisulfit bởi phản ứng sau:
2 NaHSO3 + Zn → Na2S2O4 + Zn(OH)2

## Tính chất và các phản ứng
Natri đithionit bền khi đun nóng, nhưng bị oxy hóa chậm bởi không khí khi ở trong dung dịch. Thậm chí khi không có không khí, dung dịch natri đithionit cũng bị hỏng vì xảy ra phản ứng:
2 S2O42- + H2O → S2O32- + 2 HSO3-
Do đó dung dịch natri đithionit không thể bảo quản trong thời gian dài.
Ở trạng thái khan là tinh thể đơn tà có mùi lưu huỳnh nhẹ. Nó tan trong nước và rất ít trong etanol. Ở trạng thái ngậm nước đihiđrat là tinh thể hình trụ, và nó không bền khi dễ dàng tách nước tạo thành dạng khan và dễ dàng bị oxy hóa bởi không khí.
Dạng khan phân hủy dần dần tạo natri sunfat và lưu huỳnh điôxit ở nhiệt độ trên 90 °C trong không khí. Khi vắng mặt không khí, nó sẽ phân hủy ở nhiệt độ trên 150 °C tạo thành natri sulfit, natri thiosulfat, lưu huỳnh dioxide và một lượng nhỏ dạng dấu vết của lưu huỳnh.
Natri đithionit khan dạng bột với một ít nước có thể bắt lửa trong không khí ở nhiệt độ phân hủy. Khi thiếu không khí (oxi), nó chỉ phân hủy chậm.
Dung dịch natri đithionit có tính axit và phân hủy tạo thành natri thiosulfat và natri bisulfit. Tốc độ phản ứng tăng khi tăng nhiệt độ. Ngoài ra, tốc độ cũng tăng khi xảy ra trong môi trường axit mạnh.
2 Na2S2O4 + H2O → Na2S2O3 + 2 NaHSO3
Khi có mặt oxi, nó phân hủy thành natri bisulfat và natri bisulfit.
Na2S2O4 + O2 + H2O → NaHSO4 + NaHSO3
Natri bisulfat và natri bisulfit làm giảm pH và vì thế làm tăng tốc độ phản ứng. Lưu huỳnh dioxide được tạo ra dưới điều kiện axit mạnh. 
2 H2S2O4 → 3 SO2 + S + 2 H2O
3 H2S2O4 → 5 SO2 + H2S + 2 H2O
Trái lại, trong dung dịch kiềm (pH 9-11) natri đithionit bền và chỉ bị phân hủy khoảng 1% trong 1 giờ. Nó có tính khử mạnh và phân hủy thành muối sunfit và sulfide.
3 Na2S2O4 + 6 NaOH → 5 Na2SO3 + Na2S + 3 H2O

## Cấu trúc
Những nghiên cứu nhiễu xạ tia X đơn tinh thể và quang phổ Raman về natri đithionit ở trạng thái rắn phát hiện ra rằng natri đithionit tồn tại ở nhiều dạng khác nhau. Ở dạng khan, ion đithionit có dạng hình học C
2, hầu hết bị che bởi góc xoắn O-S-S-O 16°. Ở dạng hiđrat hóa, ion đithionit có độ dài liên kết S-S ngắn hơn và có góc xoắn 56°.
Liên kết S-S yếu tạo cho ion đithionit khả năng phân ly thành anion gốc [SO2]- trong dung dịch, điều này có thể được xác nhận bằng quang phổ ESR. Nó còn được nhìn thấy rằng 35S chuyển hóa nhanh giữa S2O42- và SO2 trong môi trường axit hay trung tính, phù hợp với liên kết S-S yếu trong anion.

## Ứng dụng

### Công nghiệp
Hợp chất này là muối tan được trong nước, và có thể được dùng làm chất khử trong dung dịch. Nó được dùng trong một số quá trình nhuộm công nghiệp, ở đó một thuốc nhuộm không tan khác bị khử thành muối kim loại kiềm tan được. Tính khử của natri đithionit còn dùng để loại bỏ thuốc nhuộm dư, oxit dư và các chất màu ngoài dự kiến, bằng cách này làm cải thiện chất lượng màu tổng quát. Phản ứng với formaldehyd tạo thành Rongalite, được dùng làm thuốc tẩy, chẳng hạn như trong việc tẩy bột giấy, cotton, len, da, chất thuộc da màu vàng và đất sét.
Na
2S
2O
4 + 2 CH
2O → 2 HOCH
2SO−
2 + 2 Na+

Natri đithionit có thể dùng để xử lý nước, lọc khí, làm sạch và tẩy gỉ. Nó có thể dùng trong các quá trình công nghiệp như là tác nhân sunfonat hóa hoặc nguồn cung cấp ion natri. Ngoài ra trong công nghiệp in ấn, chất này còn dùng trong các ngành liên quan đến da, gỗ, polyme, ảnh chụp và nhiều thứ khác nữa. Sự sử dụng rộng rãi của nó có thể là do độc tính thấp của nó, liều gây chết trung bình LD50 khoảng 5 g/kg.
,

### Sinh học
Natri đithionit dùng trong các thí nghiệm lý sinh như là một cách làm giảm thế khử của dung dịch (Eo' -0.66 V so với NHE ở pH 7). Kali ferrixianua thường dùng làm chất oxy hóa trong thí nghiệm trên (Eo' ~ 436 mV ở pH 7). Ngoài ra, natri đithionit còn dùng trong các cuộc thí nghiệm về hóa học đất để tìm kiếm lượng sắt không có trong các khoáng vật silicat ban đầu. Do đó, sắt tách ra bởi natri đithionit có thể xem là "sắt tự do". Ái lực mạnh của ion đithionit với các cation kim loại hóa trị hai và ba (M2+, M3+) giúp nó tăng độ tan của sắt, và vì thế đithionit là một chất tạo phức hữu ích.

### Địa học
Natri đithionit dùng trong việc thu hồi dầu tăng cường hóa học để làm ổn định các polyme poliacrylamit tránh khỏi sự biến chất cơ bản khi có mặt sắt. Nó còn dùng trong các ứng dụng môi trường để truyền mặt có Eh thấp xuống lòng đất để khử các chất ô nhiễm như crom.

### Chụp ảnh
Nó có thể làm thuốc tráng phim, nhưng rất ít khi được chọn. Nó thiên về làm giảm độ bắt sáng của phim và, nếu dùng sai cách, nhanh chóng làm mờ bức ảnh.